# 田打車
田打車（たうちぐるま）は、水田における除草用具の一つ。田を打つとは、田を耕すことを意味する。
短い爪を多数取り付けた自由転動する回転軸を2～3本枠に組み込んだものに、長い木枠の取っ手を取り付けたもの。稲株の間に置き、その取っ手を持って歩きながら回転させることにより、水田の土をかき回して草を取る仕掛けとなっている。また同時に草を土の中に埋め込み、空気（酸素）を土の中に入れて稲の生長をよくする働きもある。
明治期初めに各地でその原型ができ、1892年（明治25年）に中井太一郎が開発した太一車をもとに発達した。
田打車の出現以前は、除草には雁爪を使ったり、直接手で草を取ったりしていたが、これらの方法ではしゃがんで行わなければならないのが苦痛であった。田打車の出現により、立って除草作業ができるようになり、除草能率も雁爪のおよそ4倍となった。
現代では、除草には農薬の除草剤を使うのが一般的となっているが、この田打車の場合は農薬を使わずに済む。